# Venus och Adonis (Tizian)
Venus och Adonis är en serie oljemålningar av den italienske renässanskonstnären Tizian som målades under 1550- och 1560-talen. 
Den exakta ordningsföljden på tavlorna i serien är inte helt säkerställd, ej heller vilken tavla som är originalet – troligtvis finns den inte kvar längre. Den enda tavlan som säkert kan dateras är Pradoversionen (1554) som nämns i en korrespondens mellan konstnären och beställaren Filip II av Spanien. Möjligtvis är Pradoversionen den äldsta ännu bevarade tavlan, alternativt är det Moskvaversionen som kan ha målats redan på 1540-talet. 

## Attribuering
Det är sannolikt att flera av tavlorna i serien inte är utförda av Tizian själv i första hand, utan av elever till honom som var verksamma i hans ateljé. Det var vanligt att mästarna koncentrerade på vissa delar av motivet, såsom förgrundsgestalterna, medan bakgrunden överläts till lärlingarna. Det är därför ofta svårt att med säkerhet fastställa attribuering. Museer och samlare brukar av naturliga skäl föredra att tillskriva mästarna tavlorna, men några av de dessa attribueringar i fråga om Venus och Adonis har ifrågasatts av konstexperter.

## Motivet
Bilden visar hur kärleksgudinnan Venus förgäves vädjar till den unge vackre Adonis att han ska stanna hos henne eftersom hon känner oro inför hans jakt. Adonis ser på henne med en beslutsam och obarmhärtig min, samtidigt som hans tre (två i New York- och Washingtonversionerna) hundar otåligt drar i kopplet. Till vänster i bakgrunden ligger Amor och sover (i ovan två versioner är han vaken och håller en duva i handen); en symbol för att kärleken får stå tillbaka. Venus oro var befogad då Adonis blev dödad av ett vildsvin under jakten. 

## Pradoversionen
Pradoversionen ingick i en serie mytologiska målningar som Tizian utförde mellan 1549 och 1562 på uppdrag av Filip II av Spanien. De sex målningarna var baserade på den romerske poetens Ovidius Metamorfoser. Venus och Adonis och Danaë var de första som levererades till kungen, de utgjorde ett par (pendang) och var tänkta att hänga bredvid varandra. Övriga verk i serien var Perseus och Andromeda, Diana och Aktaion, Diana och Kallisto och Europas bortrövande. Konstnären uppfattade dem själv som bilddikter ("poesie") vilket möjligen ska ses i samband med den samtida debatten om vilken konstform som rankades högst, och därmed förstås som ett argument att måleriet var överlägset poesin. De tillkom när Tizian var en högt respekterad konstnär och han hade förmodligen stor frihet i valet av motiv. I Venus och Adonis förhåller han sig också fritt till Ovidius som inte beskriver hur Venus försöker hindra Adonis från att delta i jakten.

## Olika versioner
| Bild | Attribuering           | Samling                                                                           | Plats                 | Storlek       | År                | Typ         |
| ---- | ---------------------- | --------------------------------------------------------------------------------- | --------------------- | ------------- | ----------------- | ----------- |
|      |                        | Privat samling[källa behövs]                                                      | Moskva, Ryssland      | 175,5 x 198   | 1545 (cirka)      | Olja på duk |
|      | Tizian                 | Pradomuseet                                                                       | Madrid, Spanien       | 186 x 207     | 1554              | Olja på duk |
|      | Tizians ateljé         | National Gallery (förvärvad 1824)                                                 | London, England       | 177,9 x 188,9 | 1554 (cirka)      | Olja på duk |
|      | Tizian                 | Metropolitan Museum of Art (förvärvad 1949)                                       | New York, USA         | 106,7 x 133,4 | 1550-talet        | Olja på duk |
|      | Tizian                 | Getty Center (förvärvad 1992)                                                     | Los Angeles, USA      | 161,9 x 198,4 | 1555–1560         | Olja på duk |
|      |                        | Privat samling, utlånad till Ashmolean Museum[källa behövs]                       | Oxford, England       | 135 × 152     | 1555 (cirka)      | Olja på duk |
|      |                        | Galleria Nazionale d'Arte Antica                                                  | Rom, Italien          | 187 x 134     | 1550-talet        | Olja på duk |
|      | Tizians ateljé         | Dulwich Picture Gallery (förvärvad 1811)                                          | London, England       | 182,8 x 189,5 | 1550-talet        | Olja på duk |
|      | Tizian och hans ateljé | National Gallery of Art (förvärvad 1942)                                          | Washington D.C., USA  | 106,8 x 136   | 1560–1565 (cirka) | Olja på duk |
|      | Tizian                 | The Cobbe Collection, utlånad till National Trust och utställd på Hatchlands Park | East Clandon, England | 150 x 200     | 1550-talet        | Olja på duk |